# Danielopolina wilkensi
Danielopolina wilkensi är en kräftdjursart som beskrevs av Hartmann 1985. Danielopolina wilkensi ingår i släktet Danielopolina och familjen Thaumatocyprididae. Inga underarter finns listade i Catalogue of Life.